# Downton Abbey
Downton Abbey este un serial de televiziune britanic cu acțiunea plasată în anii de la începutul secolului al XX-lea, creat de Julian Fellowes și co-produs de "Carnival Films" și "Masterpiece". A fost difuzat pentru prima dată la ITV în Marea Britanie la 26 septembrie 2010 și în Statele Unite la PBS, ceea ce a sprijinit producția serialului ca parte din antologia Masterpiece Classic, în 9 ianuarie 2011.

## Prezentare generală
Acțiunea se petrece pe domeniul fictiv Downton Abbey, reședința contelui și contesei de Grantham, și urmărește viața aristocratică a familiei Crawley și a servitorilor lor în timpul domniei regelui George al V-lea. Prima serie a durat doi ani înainte de Marele Război și a început cu știrea despre scufundarea Titanicului în 1912. A doua serie a acoperit anii 1916-1919, iar episodul special de Crăciun din 2011 a acoperit perioada Crăciunului 1919 și începutul anului 1920. A treia serie se termină în toamna anului 1921.

## Episoade

### Seria întâi
Prima serie a fost difuzată în Marea Britanie la 26 septembrie 2010, și a explorat viața familiei Crawley și a servitorilor lor de a doua zi după scufundarea Titanicului, în aprilie 1912, până la izbucnirea Primului Război Mondial, la 4 august 1914. Se pune accent pe necesitatea unui moștenitor de sex masculin pentru moșia Grantham, și pe viața sentimentală tulbure a lui Lady Mary, care încearcă să găsească un soț potrivit.
Contele și contesa, care aveau trei fiice și nici un fiu, au aranjat pentru fiica lor cea mare să se căsătorească cu verișorul ei, fiul moștenitorului prezumtiv de atunci. Dispariția celor doi moștenitori în scufundarea Titanicului a distrus planurile și a adus în joc un văr îndepărtat de sex masculin, un avocat din Manchester ca moștenitor prezumtiv la averea contesei. 

### Seria a doua
A doua serie a avut premiera în UK la 18 septembrie 2011. Episodul special de Crăciun a fost lansat în ziua de Crăciun 2011 în UK.
Seria cuprinde opt episoade, difuzate de la Bătălia de pe Somme în 1916 până la pandemia de gripă spaniolă din 1918. Matthew Crawley, Thomas Barrow și William Mason au plecat să lupte în război; Tom Branson, un irlandez, a refuzat să lupte pentru britanici. Lady Sybil Crawley a sfidat poziția ei aristocratică și a aderat la Detașamentul de Ajutor Voluntar.
Michelle Dockery, Dame Maggie Smith, Brendan Coyle, Rob James-Collier, Dan Stevens, Elizabeth McGovern, Hugh Bonneville, Jessica Brown Findlay, Laura Carmichael, Joanne Froggatt, Phyllis Logan și Allen Leech au revenit în seria a doua și s-au alăturat distribuției Cal Macaninch, Iain Glen, Amy Nuttall, Zoe Boyle și Maria Doyle Kennedy ca noul valet Lang, Sir Richard Carlisle, noua cameristă Ethel, Miss Lavinia Swire și soția lui John Bates. Filările au început în martie 2011.

### Ediția specială de Crăciun 2011
La distribuția obișnuită, s-au adăugat Nigel Havers ca Lordul Hepworth și Sharon Small ca noua cameristă a lui Lady Rosamund. Acest episod cuprinde perioada dintre Crăciun 1919 și începutul anului 1920.

### Seria a treia
A treia serie a Downton Abbey a avut premiera la 16 septembrie 2012 în UK. În seria trei, Mary și Matthew se căsătoresc; Tom și Sybil, care așteaptă primul lor copil, au ajuns la Downton pentru a asista la nuntă; Downton suferă de greutăți financiare. Shirley MacLaine s-a alăturat dostribuției ca mama americană a lui Lady Grantham.

### Ediția specială de Crăciun 2012
ITV a anunțat la sfârșitul ultimului episod din seria a treia, la 4 noiembrie 2012 în UK, că un episod special de Crăciun se va lansa chiar în ziua de Crăciun.
Actrița MyAnna Buring a apărut în episodul special de Crăciun 2012 jucând rolul cameristei Edna Braithwaite. Actrița scoțiană Simone Lahbib a jucat rolul Wilkins, camerista lui Lady Flintshire.